# 263 TCN
263 TCN là một năm trong lịch La Mã.